# Joaquim António de Magalhães
Joaquim António de Magalhães (Lamego, 27 de novembro de 1795 — Lisboa, 5 de janeiro de 1848), doutor em direito pela Universidade de Coimbra, advogado e magistrado, foi um político, deputado cartista às Cortes. Foi juiz-conselheiro no Supremo Tribunal de Justiça, membro do Governo da Regência e ministro plenipotenciário de Portugal junto da Corte do Brasil.

## Biografia
Casou com D. Joana do Couto, de quem teve vários filhos.
Faleceu na Calçada dos Caetanos, freguesia das Mercês, Lisboa, aos 52 anos de idade. Encontra-se sepultado no Cemitério dos Prazeres. 
Foi co-autor, com Francisco da Gama Lobo Botelho (1788-1848), futuro 1.º barão de Argamassa, da obra Analyse ás observaçoens do General Saldanha, publicadas em Paris com a data de 13 de Novembro de 1829.